# 朱ケイ
朱 橞（しゅ けい、洪武12年4月14日（1379年4月30日）- 宣徳3年（1428年））は、明の皇族。
初代皇帝である朱元璋（洪武帝）の十九男。生母は郭恵妃（郭子興の娘）。第3代皇帝である永楽帝の異母弟。

## 概要
洪武24年（1391年）、谷王に叙された。靖難の変が起こると最初は建文帝に味方して金川門の守備を担当した。しかし朱棣（永楽帝）側に寝返った。そのため永楽帝の時代も王位は保障された。
しかし朱橞は性格が凶暴で、百姓から略奪したり中央政府に納めるべき税を横領したりした。さらには皇位を狙って謀反を企み、私兵を集めて武器を密造したりした。そして都指揮官の張成や宦官の呉智、同母兄である朱椿を誘って謀反を起こそうとしたが、朱椿が事前に永楽帝に報告したために逮捕され、庶人に落とされた。

## 子
1. 朱賦灼
2. 朱賦爚
3. 朱賦焞
4. 朱賦焴
5. 朱賦炯
6. 朱賦焮
7. 朱賦焜